# OC Barcelos
El OC Barcelos es un club de hockey sobre patines de la ciudad de Barcelos (Portugal). Es uno de los equipos de hockey patines más famosos de Portugal y de Europa. Se le conoce también como "Óquei Clube de Barcelos", "OCB", o simplemente "Barcelos".

## Historia
La idea de crear un equipo de hockey sobre patines nació en 1946 por un grupo de jóvenes de la ciudad de Barcelos. La fecha oficial de la fundación del club fue el 1 de enero de 1948, aunque la documentación muestra que el club fue fundado el 22 de diciembre de 1947. Los fundadores del equipo fueron Cândido Augusto Sousa Cunha y Simplício Cândido Monteiro de Sousa. El primer partido disputado por el equipo fue en 1948 ante el Clube dos Ourives, con victoria para el OC Barcelos por 5-2. En los primeros años, el hockey que se jugaba era una mezcla entre el hockey hierba y el hockey sobre patines, ya que no se usaban los patines. A partir de 1952, se comenzó a jugar a hockey sobre patines tal y como se conoce actualmente.

## Palmarés
Campeonatos nacionales:
- 3 Ligas de Portugal (1992/93, 1995/96, 2000/01)
- 4 Copas de Portugal (1991/92, 1992/93, 2002/03, 2003/04)
- 4 Supercopas de Portugal (1993, 1998, 2002/03, 2003/04)

Campeonatos internacionales:
- 2 Copas de Europa (1990/91, 2024/25)
- 1 Recopa de Europa (1992/93)
- 3 Copas de la CERS (1994/95, 2015/16, 2016/17)
- 1 Supercopa de Europa (1990/91)
- 1 Copa Intercontinental (1992)